# Mentone (del av en befolkad plats)
Mentone är en del av en befolkad plats i Australien. Den ligger i kommunen Kingston och delstaten Victoria, omkring 21 kilometer sydost om delstatshuvudstaden Melbourne. Antalet invånare är 11 667.
Runt Mentone är det mycket tätbefolkat, med 1 463 invånare per kvadratkilometer.. Närmaste större samhälle är Frankston East, omkring 18 kilometer söder om Mentone. 
Trakten runt Mentone består till största delen av jordbruksmark. Genomsnittlig årsnederbörd är 1 251 millimeter. Den regnigaste månaden är maj, med i genomsnitt 154 mm nederbörd, och den torraste är januari, med 51 mm nederbörd.